# 少瓣秋海棠
少瓣秋海棠（学名：Begonia wangii）为秋海棠科秋海棠属的植物，是中国的特有植物。分布在中国大陆的云南等地，生长于海拔600米至800米的地区，多生长在石上，目前已由人工引种栽培。

## 别名
富宁秋海棠（云南植物名录）、爬山猴（全国中草药资料）